# Vai na Fé
Vai na Fé é uma telenovela brasileira produzida e exibida pela TV Globo de 16 de janeiro a 11 de agosto de 2023, em 179 capítulos. Substituiu Cara e Coragem e foi substituída por Fuzuê, sendo a 98.ª "novela das sete" exibida pela emissora.
Escrita por Rosane Svartman, com colaboração de Mário Viana, Renata Corrêa, Pedro Alvarenga, Renata Sofia, Fabrício Santiago e Sabrina Rosa, tem direção de Isabella Teixeira, Juh Almeida, Augusto Lana e Matheus Senra, com direção geral de Cristiano Marques e direção artística de Paulo Silvestrini.
Contou com Sheron Menezzes, Samuel de Assis, Emilio Dantas, Carolina Dieckmmann, José Loreto, Regiane Alves, Renata Sorrah e Bella Campos.

## Enredo
No passado, Sol (Sheron Menezzes) precisou abandonar o sonho de ser cantora para se converter ao protestantismo e constituir uma família com seu marido Carlão (Che Moais). Vinte anos depois, Sol se tornou uma mulher batalhadora e dedicada, que ganha a vida vendendo marmitas caseiras no centro do Rio de Janeiro com sua amiga fiel da adolescência Bruna (Carla Cristina Cardoso). Por coincidência do destino, acaba entregando marmitas em um local de ensaio do cantor decadente Lui Lorenzo (José Loreto), e reencontra o parceiro da época que frequentava os bailes funk, Vitinho (Luis Lobianco), que atualmente é assistente de Lui e lhe oferece a oportunidade de realizar o seu sonho sendo backing vocal e dançarina do cantor. Devido a problemas financeiros, com duas filhas para criar e o desemprego do marido em consequência da pandemia de Covid-19, ela aceita, porém a decisão vira sua vida do avesso, pois Sol se torna famosa e passa a ser hostilizada na igreja pelo comportamento considerado "mundano" das danças e músicas que ela executa com Lui. Junto com a fama, ela passa a ter que lidar com a cômica paixão de Lui, um cafajeste que se "regenera" para tentar conquistá-la, e o reencontro com Ben (Samuel de Assis), um advogado e seu grande amor de juventude que nunca a esqueceu. Esse reencontro coloca em xeque o casamento de Ben com Lumiar (Carolina Dieckmmann), uma advogada séria e controladora, que nunca teve uma boa relação com os pais Dora (Cláudia Ohana) e Fábio (Zé Carlos Machado), casal neo-hippie que administra uma pousada para retiros espirituais.
Quem separou Sol e Ben no passado, com uma série de mentiras, foi o empresário Theo (Emilio Dantas), melhor amigo do advogado, que sempre foi apaixonado pela cantora e se torna obcecado em tê-la quando a reencontra, mesmo que para isso precise destruir uma amizade de anos e passar por cima de todos. Ele trata com abuso psicológico a esposa Clara (Regiane Alves), o que afeta também o quadro depressivo do filho Rafa (Caio Manhente). Como backing vocal, Sol substituiu Érika (Letícia Salles), que nutre um ódio por Lui e se junta ao jornalista de fofoca Anthony Verão (Orlando Caldeira) para plantar fake news sobre a rival e o cantor. Ela também entra em embate com a mãe de Lui, Wilma Campos (Renata Sorrah), uma grande atriz do passado que caiu no esquecimento do público e teve que se contentar em empresariar o filho.
Na família de Sol, também há mudanças na vida de Jenifer (Bella Campos), sua filha mais velha, e a primeira da família a ingressar na faculdade particular. Neste espaço, ela e seus amigos Yuri (Jean Paulo Campos) e Bela (Clara Serrão) são hostilizados pela arrogante Guiga (Mel Maia), uma influenciadora digital, por serem bolsistas. Paralelamente, Jenifer terá que lidar com diversos conflitos da juventude, como romances e intrigas, contando com o apoio da espevitada Kate (Clara Moneke), filha de Bruna e sua melhor amiga, que por sua vez se envolve com Theo, sem saber do seu verdadeiro caráter.

## Elenco
| Intérprete             | Personagem                               |
| ---------------------- | ---------------------------------------- |
| Sheron Menezzes        | Solange da Silva Carvalho (Sol)          |
| Samuel de Assis        | Benjamin Lube Garcia (Ben)               |
| Emílio Dantas          | Theo Camargo Bastos                      |
| Carolina Dieckmmann    | Lumiar Lorenzo                           |
| José Loreto            | Lui Lorenzo Campos                       |
| Regiane Alves          | Clara Albuquerque Bastos                 |
| Renata Sorrah          | Wilma Campos                             |
| Bella Campos           | Jenifer Daiane da Silva Carvalho (Jeni)  |
| Clara Moneke           | Kate Cristina Ramos / Kátia              |
| Caio Manhente          | Rafael Albuquerque Bastos (Rafa)         |
| Carla Cristina Cardoso | Bruna Ramos                              |
| Letícia Salles         | Érika Teixeira                           |
| Luis Lobianco          | Vitor de Oliveira Senna (Vitinho)        |
| Elisa Lucinda          | Marlene da Silva                         |
| Zé Carlos Machado      | Fábio Lorenzo                            |
| Cláudia Ohana          | Dora Lorenzo                             |
| Mel Maia               | Guilhermina Alcântara de Azevedo (Guiga) |
| Jean Paulo Campos      | Yuri dos Santos                          |
| MC Cabelinho           | Hugo de Oliveira                         |
| Jonathan Haagensen     | Orfeu Caruso                             |
| Priscila Steinman      | Helena Vanberg                           |
| Marcos Veras           | Evilásio Simas Neto (Simas)              |
| Gabriel Contente       | Otávio Martins de Lemos (Tatá)           |
| Henrique Barreira      | Frederico Monteiro (Fred)                |
| Clara Serrão           | Isabela Vieira (Bela)                    |
| Flora Camolese         | Maria Beatriz (Bia)                      |
| Guthierry Sotero       | Vinicius Sales (Vini)                    |
| Matheus Abreu          | Eduardo Solano                           |
| Neyde Braga            | Neide Batista                            |
| Orlando Caldeira       | Anthony Verão / Antônio Araújo           |
| Lucas Oradovschi       | Jairo Damasceno                          |
| Tati Vilela            | Naira Damasceno                          |
| Azzy                   | Ivy Gouveia (Ivy Furacão)                |
| Alan Oliveira          | DJ Cidão                                 |
| Adriano Canindé        | Pastor Miguel                            |
| Waldo Plano            | Joel Batista                             |
| Laiza Santos           | Alice                                    |
| Theo Parizzi           | Vicente                                  |
| Heitor Martinez        | Ricardo Saltarelli                       |
| Giuliano Laffayete     | Dr. Fabrício                             |
| Renata Miryanova       | Sheila Palhares                          |
| Agatha Duarte          | Drª. Laís                                |
| Cris Wersom            | Sabrina                                  |
| Manu Estevão           | Maria Eduarda da Silva Carvalho (Duda)   |
| Nathália Costa         | Meire                                    |
| Lipe Rodrigues         | Bryan Lucas Batista                      |
| Nego Ney               | Gil                                      |

### Participações especiais
| Intérprete            | Personagem                          |
| --------------------- | ----------------------------------- |
| Che Moais             | Carlos Eduardo Carvalho (Carlão)    |
| Antonio Calloni       | Stuart Phillips / Aristides Formiga |
| Bruno Garcia          | Marcos Lorensato                    |
| Samara Felippo        | Vera Caldas                         |
| Ângelo Paes Leme      | Mauro Vieira                        |
| Bruno Padilha         | Emílio de Alcântara Azevedo         |
| Otávio Augusto        | Aurélio Siqueira                    |
| Roberta Gualda        | Ruth Siqueira                       |
| Brenda Sabryna        | Amandinha                           |
| Kiko Pissolato        | Julião                              |
| Cíntia Rosa           | Angélica                            |
| Vitor Thiré           | Lucas Martins                       |
| Daniel Andrade        | Promotor Cabral                     |
| Clara Tiezzi          | Talita                              |
| Alessandro Brandão    | Silvestre                           |
| Fernando Sampaio      | Heitor Saraiva                      |
| Vanessa Pascale       | Fernanda                            |
| Vanessa Bueno         | Raquel                              |
| Rafael Baronesi       | Dr. Jorge                           |
| Paulo Reis            | Juiz Cristiano Fenerich             |
| Jitman Vibranovski    | Juiz Eurípides                      |
| Roberto Frota         | Desembargador Alves                 |
| Leonardo Franco       | Promotor Robério Gerosa             |
| Verônica Debom        | Dezirê Noronha                      |
| Luiza Loroza          | Cristal                             |
| Vandré Silveira       | Antônio                             |
| Cácia Goulart         | Simone Garcia                       |
| Juliana França        | Paula Garcia                        |
| Marcello Gonçalves    | Geremias                            |
| Ana Flávia Cavalcanti | Promotora Valéria                   |
| Tulanih               | Janaína Freitas Lima                |
| Janamô                | Vanessa da Jaqueira                 |
| Cynthia Lee Fontaine  | Michael / Drag Cucu                 |
| Maria Alice Guedes    | Vitória                             |
| Aisha Moura           | Lívia                               |
| Clarisse Miranda      | Renata                              |
| Zu Vedovato           | Vivian                              |
| Lorena Lima           | Grazi                               |
| Diego Riques          | Gabriel                             |
| Isacque Lopes         | Ben (jovem)                         |
| Hanna Romanazzi       | Lumiar (jovem)                      |
| Mateus Honori         | Carlão (jovem)                      |
| Deborah Secco         | Alexia Máximo                       |
| Diego Montez          | Willian Carneiro                    |
| Heloísa Jorge         | Pastora Dagmar Muricy               |
| Pablo Sanábio         | Maximiliano Augusto (Max)           |
| Ramille               | Melissa Ponza                       |
| Digão Ribeiro         | FlashBlack                          |
| Jéssica Ellen         | Adele                               |
| Giovana Cordeiro      | Luna Coelho                         |
| Micael Borges         | Jefinho Sem-Vergonha                |
| Alessandro Moussa     | Prof. Balbino                       |
| Christiane Torloni    | Ela mesma                           |
| Luciano Huck          | Ele mesmo                           |
| Fátima Bernardes      | Ela mesma                           |
| Fábio Porchat         | Ele mesmo                           |
| Ivete Sangalo         | Ela mesma                           |
| Buchecha              | Ele mesmo                           |
| Mariana Ximenes       | Ela mesma                           |
| Ludmilla              | Ela mesma                           |
| Rene Silva            | Ele mesmo                           |
| Maiara & Maraisa      | Elas mesmas                         |
| Roberta Campos        | Ela mesma                           |
| Maria Beltrão         | Ela mesma                           |
| Rita Batista          | Ela mesma                           |
| Thiago Oliveira       | Ele mesmo                           |
| Thalita Morete        | Ela mesma                           |
| Patricia Fazan        | Ela mesma                           |
| Lulu Santos           | Ele mesmo                           |
| Walcyr Carrasco       | Ele mesmo                           |
| João Emanuel Carneiro | Ele mesmo                           |
| Gloria Perez          | Ela mesma                           |
| Negra Li              | Ela mesma                           |
| MC Liro               | Ele mesmo                           |

## Produção

Pôster de divulgação da telenovela.

Em outubro de 2021, uma nova sinopse desenvolvida por Rosane Svartman foi aprovada pela TV Globo, inicialmente com o título provisório de Tente Outra Vez e com sua estreia prevista para novembro de 2022. Entretanto, para evitar o atrapalhamento dos índices de audiência devido a cobertura da Copa do Mundo FIFA de 2022, o lançamento sob o título Vai na Fé, foi adiado para janeiro de 2023. Vai na Fé é a primeira novela solo de Rosane Svartman, anteriormente a autora dividiu algumas produções com Paulo Halm, entre elas Malhação Intensa como a Vida (2012), Malhação Sonhos (2014), Totalmente Demais (2015) e Bom Sucesso (2019). Para ajudar no desenvolvimento do núcleo evangélico da trama, a autora conta com a consultoria do pastor Cesar Belieny.
A pré-produção começou em setembro de 2022, e as gravações sob comando de Paulo Silvestrini, começaram em outubro, em Nova Friburgo, Lumiar e São Pedro da Serra. Envolvendo os atores Carolina Dieckmmann, Cláudia Ohana, Zé Carlos Machado, Samuel de Assis e Mel Maia. Também ocorreram gravações com Sheron Menezzes, Che Moais, Elisa Lucinda, Bella Campos, Clara Moneke, Manu Estevão e Carla Cristina Cardoso, no bairro de Piedade, no Rio de Janeiro. A autora Rosane Svartman se inspirou na cantora e atriz Negra Li para criar a protagonista Sol, além disso, a cantora chegou a fazer teste para atuar como a protagonista e gravou o tema de abertura da trama, "Vai Dar Certo", com MC Liro. Para viver o cantor decadente Lui Lorenzo, José Loreto se inspirou no músico Latino, além de buscar referências em Ricky Martin e Sidney Magal. Para compor a personagem Clara, uma mulher que sofre abusos do marido, a atriz Regiane Alves se inspirou na personagem Celeste Wright (Nicole Kidman) da série de televisão norte-americana Big Little Lies, da HBO. Clara Moneke revelou que a personagem Kate, foi originalmente inspirada na atriz americana Zendaya e na cantora britânica Jorja Smith. A atriz achou que não seria aprovada por ser uma mulher negra de pele retinta pois a prancheta da Kate era outro tipo de mulheres negras, mais claras, e com cabelo e a mesma estava careca na época, mas colocou uma peruca durante os testes e conquistou o papel. Mel Maia se inspirou na personagem Lucrécia (Danna Paola) da série de televisão espanhola Élite, da Netflix, para interpretar a arrogante influenciadora digital Guiga.

### Escolha do elenco
Juliana Paes foi cogitada para interpretar a protagonista Sol, porém a direção desistiu devido as semelhanças com sua personagem em A Dona do Pedaço e ao desejo da autora de ter uma atriz negra no papel central. Sheron Menezzes, Cris Vianna e Jéssica Ellen fizeram os testes e a primeira atriz foi a escolhida, esta como sua primeira protagonista nas novelas. Armando Babaioff interpretaria o marido da protagonista, Carlão, mas foi substituído pelo estreante em novelas Che Moais. Evandro Mesquita foi pensado para viver Fábio, mas as negociações não avançaram e Zé Carlos Machado ficou com o papel. Diego Montez foi convidado para reviver o seu papel Willian de Bom Sucesso e Deborah Secco sua personagem Alexia Máximo de Salve-se Quem Puder em participações especiais.
Depois de suas boas interpretações em Pantanal, Letícia Salles, Bella Campos e José Loreto foram escalados para interpretarem a vilã Érica, a universitária Jenifer e o pop star Lui Lorenzo, respectivamente, na trama das sete. Rafa Kalimann interpretaria Gisela, chegando a gravar algumas cenas da personagem, mas foi impedida de atuar pelo sindicato dos atores por não possuir registro de DRT sendo substituída por Sofia Starling que regravou todas as suas cenas. A novela marca a estreia na Globo de Jean Paulo Campos, após passar pelo SBT e RecordTV. A personagem Kate foi a última a ser escalada: após mais de 100 testes, Clara Moneke foi escolhida para viver a personagem. A atriz foi a última a ser escolhida para integrar o elenco, marcando assim sua estreia na televisão. A atriz recebeu o convite para fazer o teste por meio de uma mensagem no Instagram, da produtora de elenco Patrícia Rache.

## Exibição

### Divulgação
O primeiro teaser da novela, foi exibido em 13 de dezembro de 2022, durante o intervalo da partida da semifinal entre Argentina x Croácia pela Copa do Mundo FIFA de 2022.
Como forma de promover a novela, o ator José Loreto, caracterizado de Lui Lorenzo, participou do trio Pipoca da Ivete, no carnaval de Salvador, que foi transmitido pela TV Globo, Globoplay e Rede Bahia no dia 16 de fevereiro de 2023.

### Horário alternativo
Assim como a sua antecessora, a novela também foi reapresentada nas madrugadas de segunda a sábado – inicialmente após o Jornal da Globo e, posteriormente, mudando o horário com o retorno do Conversa com Bial e aos sábados após o Supercine. Excepcionalmente, por conta da cobertura do Carnaval, não foram reapresentados os capítulos de 17 a 20 de fevereiro, totalizando esta exibição alternativa com 176 capítulos.

### Exibição internacional
Está sendo exibida pela Globo Portugal desde 27 de fevereiro de 2023, às 20h30.

## Música
Compõem a trilha sonora de Vai na Fé as seguintes canções:
- "Apenas Mais Uma de Amor", Lulu Santos (tema de Sol e Lui)
- "Cabeça Erguida", Drik Barbosa part. Cynthia Luz e Lourena (tema de Jenifer)
- "Despechá", Rosalía
- "Deus Cuida de Mim", Kleber Lucas part. Caetano Veloso
- "Se Organize", Preto no Branco (tema de Carlão)
- "Garota Nota 100 (Te Cuida, Meu Bem)", MC Marcinho part. DJ Marlboro (tema de Sol e Ben)
- "Garota Nota 100 (Te Cuida, Meu Bem)", Ludmilla (tema de Sol)
- "Fico Assim Sem Você", Claudinho & Buchecha (tema de Sol e Carlão)
- "Glamurosa", MC Marcinho (tema de Sol)
- "Boladona", Tati Quebra Barraco (tema de Kate)
- "Hello Sunshine", Aretha Franklin (tema de Sol)
- "Hope", Arlo Parks
- "Lumiar", Roberta Campos (tema de Lumiar)
- "Romance With a Memory", Oliver Sim (tema de Theo)
- "Se Você Não Vem", TH4I part. MC Tha
- "TE AMO (Em Caixa Alta)", Kiaz part. Anitta
- "Mal Nenhum", Cazuza (tema de Theo e Rafa)
- "Tudo Teu", Sandy e Vitor Kley
- "Aposta", Mahmundi e Rubel (tema de Simas)
- "Proposta", Gilsons (tema de Kate e Rafa)
- "Vai Dar Certo (Vai na Fé)", Negra Li part. MC Liro (tema de abertura)
- "Just the Two of Us", RÁAE part. Rafael dos Anjos (tema de Ben e Lumiar)
- "X1", MC Cabelinho (tema de Hugo)

### Lui Lorenzo - Vai na Fé
Um álbum completo gravado pelo cantor Lui Lorenzo, interpretado por José Loreto, foi lançado antes da estreia de Vai na Fé como forma de divulgação da mesma, em 10 de janeiro de 2023. Nele estão presentes quatro canções posteriormente incluídas na trilha sonora da novela, em versões originais e karaokê.
Lista de faixas:
| N.º            | Título                                         | Duração |  |
| 1.             | "Hoje a Bagunça é Lá em Casa"                  | 4:13    |  |
| 2.             | "Pool Party do Lui"                            | 3:51    |  |
| 3.             | "Se Eu Fosse Casado"                           | 4:45    |  |
| 4.             | "Vem Dançar"                                   | 3:41    |  |
| 5.             | "Hoje a Bagunça é Lá em Casa (versão karaokê)" | 3:39    |  |
| 6.             | "Pool Party do Lui (versão karaokê)"           | 3:33    |  |
| 7.             | "Se Eu Fosse Casado (versão karaokê)"          | 3:18    |  |
| 8.             | "Vem Dançar (versão karaokê)"                  | 3:22    |  |
| Duração total: | Duração total:                                 | 42:22   |  |

### Outrossinglesde Lui Lorenzo
No decorrer da trama, o personagem Lui Lorenzo gravou e lançou mais quatro novos singles, os quais também passaram a fazer parte da trilha sonora original da história, e estão disponíveis nas plataformas digitais do cantor fictício.
Lista em ordem de lançamento:

#### Joaninha[112]
| N.º            | Título                      | Duração |  |
| 1.             | "Joaninha"                  | 2:03    |  |
| 2.             | "Joaninha - Versão Karaokê" | 2:03    |  |
| Duração total: | Duração total:              | 04:06   |  |

#### A Vida Continua (Full Mix)[113]
| N.º            | Título                       | Duração |  |
| 1.             | "A Vida Continua - Full Mix" | 01:02   |  |
| Duração total: | Duração total:               | 01:02   |  |

#### Vem Que Vem[114]
| N.º            | Título         | Duração |  |
| 1.             | "Vem Que Vem"  | 01:32   |  |
| Duração total: | Duração total: | 01:32   |  |

#### Todo Seu[115]
| N.º            | Título         | Duração |  |
| 1.             | "Todo Seu"     | 02:20   |  |
| Duração total: | Duração total: | 02:20   |  |

## Recepção

#### Audiência
O primeiro capítulo registrou 22,4 pontos no horário principal e 5,4 no alternativo, segundo dados consolidados do Kantar IBOPE Media, referentes a Região Metropolitana de São Paulo. Apesar de ter elevado os baixos índices deixados pela sua antecessora, a trama teve a segunda pior estreia do horário das sete. A partir do segundo capítulo, a novela foi perdendo audiência, até registrar 17,2 pontos em seu sexto capítulo. Sua primeira semana acumulou uma média de apenas 20 pontos, sendo até então o pior desempenho de uma semana inaugural desde o início da faixa em 1970, se igualando com Quanto Mais Vida, Melhor! (2021–22). No caso da última, a mesma registrou 13,9 pontos pelo mesmo capítulo, mas foi prejudicada pela cobertura jornalística da festa do título do Palmeiras pela Final da Copa Libertadores da América de 2021, transmitida pelo SBT naquela ocasião.
Em 24 de janeiro de 2023, a reapresentação na madrugada bateu seu único recorde com 6,9 pontos.
Em suas três primeiras semanas, oscilava com médias entre 20 e 22 pontos, começando a apresentar crescimento no dia 6 de fevereiro de 2023, quando bateu seu primeiro recorde com 23,7 pontos e picos de 24,9. No dia seguinte, bate seu segundo recorde com 24,4 pontos e pico de 26,3. Após a sequência de recordes, a novela começou a se estabilizar com médias na casa dos 22 e 23 pontos, superando as duas últimas antecessoras do horário, apresentando assim, o melhor desempenho desde a segunda parte de Salve-se Quem Puder (2020–21), considerando as tramas inéditas. No dia 27 de fevereiro, bate seu terceiro recorde com 24,9 pontos e picos de 25,8.
Um mês depois, no dia 27 de março, bate seu quarto recorde com 25,8 pontos e picos de 28,2 apresentando o melhor desempenho do horário das 19h em dois anos. Em 15 de maio bate novo recorde com 26,1 pontos, se tornando inclusive a maior audiência do dia, superando o Jornal Nacional e a novela das nove, no caso, Terra e Paixão (2023–24). No dia 30, supera seu recorde anterior e registra 26,3 pontos, sendo a segunda atração mais assistida do dia, perdendo apenas para o Jornal Nacional. No dia 20 de junho, quebra novamente seu recorde anterior e registra 26,7 pontos. Em 3 de julho, bate novo recorde com 27,6 pontos, picos de 30 e share de 39,3%. Em sua última semana, no dia 8 de agosto, alcançou seu maior recorde com 27,8 pontos, pico de 29,2 e share de 40,6%.
O último capítulo registrou 26,7 pontos, pico de 29,3 e share de 43,2% no horário principal, sendo a maior média de um desfecho desde Salve-se Quem Puder, com a reprise no dia seguinte consolidando 20,4 pontos. As reapresentações na madrugada registraram 5,3 e 5,9 pontos, respectivamente. Fechou com a média geral de 23,4 pontos, elevando em 88% os índices da faixa das sete. No entanto, obteve o maior faturamento da história do horário desde o fenômeno Cheias de Charme (2012).

#### Repercussão da mídia e do público
A colunista do jornal O Globo, Patrícia Kogut, destacou a leveza do texto, trazendo um olhar otimista e positivo, além da boa sintonia do elenco em boa parte das cenas, principalmente de Sheron Menezzes, que chegou a ser bastante elogiada pela colunista.
A colunista Paula Rosa Ferreira, do jornal Folha de S.Paulo, trouxe em pauta a tentativa da TV Globo em se aproximar do público protestante, ao trazer de maneira inédita um texto evangélico no horário das sete, abordando os costumes de quem segue a doutrina. Além disso, a personagem Sol é tratada como uma mulher empoderada, que também pode ser independente, mas sem deixar de seguir a sua fé. Além do protestantismo, outra religião abordada na novela foi o candomblé, fazendo parte de uma ação contra a intolerância religiosa.
A trama também foi muito elogiada ao trazer como texto principal a representatividade, principalmente sobre uma boa participação de atores negros em papéis principais numa novela, sendo os mais elogiados a própria Sheron Menezzes, o ator Jean Paulo Campos, que faz a sua estreia na Globo depois de sua passagem no SBT e na RecordTV, Samuel de Assis, vindo de um bom desempenho em Rensga Hits! e Alan Oliveira, no caso deste, por fazer sua estreia em novelas.
Logo no início da trama, um crossover surpreendeu e repercutiu entre o público: as participações especiais de Alexia Máximo, personagem de Deborah Secco em Salve-se Quem Puder, e Willian Carneiro, personagem de Diego Montez em Bom Sucesso. A cena exibida no primeiro capítulo, em 16 de janeiro, mostrou Alexia e Willian (agora seu assessor particular) comparecendo ao escritório de Ben (Samuel de Assis) e Lumiar (Carolina Dieckmann), uma vez que a primeira desejava pedir à advogada que a auxiliasse em um suposto laboratório para interpretar uma profissional da mesma área em uma telenovela; Lumiar não acreditou na história e, ao questionar Alexia com seriedade, fez com que esta confessasse que havia se separado de Zezinho (João Baldasserini) e que, em novo relacionamento com outro homem chamado Guto (ator não revelado), estava sofrendo violência doméstica, necessitando então de ajuda para denunciá-lo. Nas redes sociais, alguns espectadores se assustaram e se indignaram com a situação vivida por Alexia (uma vez que imaginaram que o casamento com Zezinho ocorrido no final de Salve-se Quem Puder havia sido bem sucedido e ainda existia); entretanto, com tal abordagem, a autora e a TV Globo mostraram que casos assim são bastante comuns e, de certa forma, reiteraram o pedido para que as denúncias contra este tipo de violência sejam encorajadas e prossigam.
A novela também conquistou boa parte do público, uma vez que o horário da sete vivia um período de crise com a repercussão morna de Quanto Mais Vida, Melhor! e Cara e Coragem, com um crescimento na procura pelos personagens nas redes sociais, além de se figurar entre os cinco títulos mais acessados do Globoplay, superando Travessia e Mar do Sertão. A personagem Wilma (Renata Sorrah) chegou a se tornar destaque na internet ao utilizar como referências as personagens interpretadas por Susana Vieira, com quem contracenou em Senhora do Destino (2004) e Duas Caras (2007). Entre as personagens citadas pela atriz, estão a babá Nice da primeira versão de Anjo Mau (1976) e a maquiavélica Branca de Por Amor (1997). Além de Susana, outra referência usada por Renata foi a atriz venezuelana Gabriela Spanic, ao citar a novela mexicana A Usurpadora, quando supostamente fez os testes para interpretar as gêmeas Paola Bracho e Paulina Martins. Após a citação no texto, Gabriela elogiou a atriz brasileira e agradeceu o seu carinho e dos fãs brasileiros.

#### Abordagem LGBTQIAPN+
Os personagens Yuri (Jean Paulo Campos) e Fred (Henrique Barreira) chegaram a ganhar a torcida de parte do público para se tornarem um casal, ao mesmo tempo que a ideia dividia opiniões porque o personagem de Henrique na novela é um bad boy, chegando a aprontar alguns planos contra o personagem de Jean. Tal ideia foi reprovada por uma das roteiristas do texto da novela, criando uma polêmica acerca dos personagens. Posteriormente, houve a entrada de Vini (Guthierry Sotero) na trama como o par romântico verdadeiro de Yuri.
Outro casal LGBTQIAPN+ abordado na trama foram as personagens Clara (Regiane Alves) e Helena (Priscila Szteinman), mas que fizeram parte de uma polêmica após a exibição do capítulo 99 no dia 10 de maio de 2023, quando a esperada cena de um beijo acabou sendo cortada na edição, o que gerou protestos do público e até mesmo de Regiane Alves. Pelo Twitter, fãs da trama e perfis voltados à comunidade LGBTQIAPN+ subiram tags como “Vai na Fé Sem Censura” e “Globo apoia Censura”, demonstrando a indignação de uma cena previamente divulgada para ir ao ar, simplesmente ser suprimida. Em nota, a TV Globo informou que as cenas de todas as telenovelas estão sujeitas à alterações, atendendo as estratégias da direção artística e de programação, mas sem especificar o motivo do tão esperado beijo entre as duas personagens não ir ao ar. Logo depois, um veículo divulgou que a edição da cena das duas personagens foi feita com o objetivo de evitar uma campanha de rejeição contra a novela, assim como houve em Babilônia (2015), já que o texto da trama é voltado ao público protestante, além de que a personagem Clara ainda é casada com Theo (Emilio Dantas), que é um dos principais vilões da novela, apesar do casamento destes estar em crise e um novo romance poderia escandalizar o público visto como conservador. Seis dias depois, em 16 de maio, uma cena de um beijo entre as personagens Olga (Camila Pitanga) e Ivona (Elisa Volpatto) também foi eliminada durante a exibição da segunda temporada da série Aruanas, que é transmitida num horário superior ao de Vai na Fé, enquanto que o mesmo é exibido pela edição do Globoplay, causando um protesto de Camila, que postou um vídeo da cena em seu instagram. Um segundo beijo entre as personagens Clara e Helena chegou a ser gravado, porém, a sua exibição dependeria da aprovação da alta cúpula da Globo e se fosse aprovada, iria ao ar no capítulo 111, exibido em 24 de maio, o que não aconteceu e só foi transmitida apenas uma demonstração de carinho entre as duas. A decisão do novo corte na cena do beijo mais uma vez foi reprovada pelo público, sendo reforçada pela própria Regiane Alves e até mesmo pela colunista do O Globo, Patrícia Kogut, que deu nota zero pela atitude da edição, o qual classificou como "demora". Outro corte na cena de um beijo das personagens aconteceu no dia 31 de maio, durante a exibição do capítulo 117. No dia 3 de junho, durante a transmissão do capítulo 120, uma cena de um selinho entre Yuri e Vini foi eliminada na edição, indo ao ar apenas um diálogo entre os dois.
Em uma reportagem publicada no dia 12 de junho pela colunista Carla Bittencourt, do portal Notícias da TV, pertencente ao UOL, a ordem para eliminar as cenas de beijos homoafetivos partiu do diretor de novelas, Amauri Soares, afetando também as tramas Amor Perfeito e Terra e Paixão, que contém personagens homossexuais, alterando drasticamente as suas abordagens. Após protestos do público, sendo reforçado até mesmo pelas próprias atrizes, a TV Globo anunciou para o dia 21 de junho a exibição do beijo entre as personagens Clara e Helena, durante o capítulo 135 da novela. Depois de algumas cenas sugestivas em outros capítulos, porém sem beijo explícito, um beijo entre os personagens Yuri e Vini foi finalmente mostrado pelo capítulo 132 no dia 17 de junho, um sábado.

### Prêmios e indicações
| Ano  | Prêmio                   | Categoria                | Nomeação        | Resultado | Ref.            |
| ---- | ------------------------ | ------------------------ | --------------- | --------- | --------------- |
| 2023 | Melhores do Ano          | Novela do Ano            | Rosane Svartman | Venceu    | [ 169 ] [ 170 ] |
| 2023 | Melhores do Ano          | Melhor Atriz de Novela   | Sheron Menezzes | Indicada  | [ 169 ] [ 170 ] |
| 2023 | Melhores do Ano          | Melhor Ator de Novela    | Emilio Dantas   | Venceu    | [ 169 ] [ 170 ] |
| 2023 | Melhores do Ano          | Melhor Atriz Coadjuvante | Renata Sorrah   | Indicada  | [ 169 ] [ 170 ] |
| 2023 | Melhores do Ano          | Revelação do Ano         | Clara Moneke    | Indicada  | [ 169 ] [ 170 ] |
| 2023 | Prêmio APCA de Televisão | Melhor Novela            | Rosane Svartman | Venceu    | [ 171 ] [ 172 ] |
| 2023 | Prêmio APCA de Televisão | Melhor Ator              | Emilio Dantas   | Indicado  | [ 171 ] [ 172 ] |
| 2023 | Prêmio APCA de Televisão | Revelação                | Clara Moneke    | Indicada  | [ 171 ] [ 172 ] |